# Fall 1989: The Long Island Sound
Fall 1989: The Long Island Sound est un coffret six CD retraçant l'intégralité des concerts donnés le 5 septembre 1989 au Hartford Civic Center de Hartford et le 6 septembre 1989 au Nassau Coliseum de New York par le Jerry Garcia Band et par le duo formé par Bob Weir et Rob Wasserman.

## Musiciens

### Jerry Garcia Band
- Jerry Garcia – guitare, chant
- John Kahn – basse
- Melvin Seals – orgue
- David Kemper – batterie
- Jaclyn LaBranch – chant
- Gloria Jones – chant

### Bob Weir et Rob Wasserman
- Bob Weir – guitare acoustique, chant
- Rob Wasserman – Contrebasse

## Liste des titres

### 5 septembre 1989 – Hartford Civic Center

#### CD un: Bob Weir and Rob Wasserman
1. Festival (Bob Weir) – 5:58
2. Fever (Eddie Cooley, John Davenport) – 4:11
3. K.C. Moan (traditional, arranged by Weir and Rob Wasserman) – 3:45
4. Desolation Row (Bob Dylan) – 9:29
5. Looks Like Rain (Weir, Barlow) – 8:08
6. The Winners (Weir, Kipling) – 3:44
7. Victim or the Crime (Weir, Graham) – 5:13
8. Wasserman Bass Improvisation No. 1 (Wasserman) – 4:15
9. Throwing Stones (Weir, Barlow) – 8:17

#### CD deux: Jerry Garcia Band –  set 1
1. Cats Under the Stars (Jerry Garcia, Robert Hunter) – 9:09
2. They Love Each Other (Garcia, Hunter) – 6:46
3. Waiting for a Miracle (Bruce Cockburn) – 6:49
4. Run for the Roses (Hunter, Garcia) – 5:34
5. Like a Road (Don Nix, Dan Penn) – 9:22
6. My Sisters and Brothers (Charles Johnson) – 4:34
7. Deal (Garcia, Hunter) – 10:22

#### CD trois: Jerry Garcia Band –  set 2
1. Tuning – 0:49
2. The Harder They Come (Jimmy Cliff) – 12:31
3. Waiting for a Miracle (Bruce Cockburn) – 6:49
4. Forever Young (Dylan) – 9:51
5. Evangeline (David Hidalgo, Louie Pérez) – 3:19
6. Gomorrah (Garcia, Hunter) – 6:39
7. Don't Let Go (Jesse Stone) – 13:55
8. Lonesome and a Long Way from Home (Delaney Bramlett, Leon Russell) – 6:04

### 6 septembre 1989 – Nassau Coliseum

#### CD quatre: Bob Weir and Rob Wasserman
1. Walking Blues (Robert Johnson) – 4:48
2. City Girls (Weir, Graham) – 4:03
3. Fever (Cooley, Davenport) – 4:41
4. Blackbird (John Lennon, Paul McCartney) – 2:47
5. When I Paint My Masterpiece (Dylan) – 4:46
6. Shade of Grey (Weir, Barlow) – 4:56
7. The Winners (Weir, Kipling) – 4:05
8. Easy to Slip (Lowell George, Martin Kibbee) – 6:44
9. Wasserman Bass Improvisation No. 2 (Wasserman) – 3:33
10. Heaven Help the Fool (Weir, Barlow) – 6:44

#### CD cinq: Jerry Garcia Band –  set 1
1. How Sweet It Is (To Be Loved by You) (Brian Holland, Lamont Dozier, Eddie Holland) – 7:02
2. Stop That Train (Peter Tosh) – 7:59
3. That's What Love Will Make You Do (James Banks, Eddie Marion, Henderson Thigpen) – 8:58
4. Mississippi Moon (Peter Rowan) – 8:39
5. I Second That Emotion (Smokey Robinson, Al Cleveland) – 8:46
6. And It Stoned Me (Van Morrison) – 6:43
7. Deal (Garcia, Hunter) – 8:53

#### CD six: Jerry Garcia Band –  set 2
1. The Harder They Come (Cliff) – 11:26
2. Dear Prudence (Lennon, McCartney) – 10:37
3. I Shall Be Released (Dylan) – 7:42
4. Let It Rock (Chuck Berry) – 9:11
5. Evangeline (Hidalgo, Pérez) – 3:41
6. That Lucky Old Sun (Beasley Smith, Haven Gillespie) – 12:17
7. Tangled Up in Blue (Dylan) – 12:17